# Zawada (powiat tarnowski)
Zawada – wieś w Polsce położona na Górze św. Marcina, w województwie małopolskim, w powiecie tarnowskim, w gminie Tarnów. W latach 1975–1998 miejscowość należała administracyjnie do województwa tarnowskiego.

## Toponimia
W 1510 roku występowało w źródłach Podgrodzie. W 1525 roku dokumenty wymieniały wieś „Zawada vel Podgrodzye”. W późniejszych latach człon „Podgrodzie” wyszedł z użycia. Nazwa Zawada oznacza karczmę lub przeszkodę na drodze. Biegł tędy szlak z tarnowskiego zamku do Tuchowa.

## Części wsi
| SIMC    | Nazwa          | Rodzaj    |
| ------- | -------------- | --------- |
| 0833310 | Brzezinki      | część wsi |
| 0833326 | Brzuchówka     | część wsi |
| 0833332 | Debry          | część wsi |
| 0833349 | Dół            | część wsi |
| 0833355 | Góra           | część wsi |
| 0833361 | Grodziska      | część wsi |
| 0833378 | Kąty           | część wsi |
| 0833384 | Łabnówka       | część wsi |
| 0833390 | Srebrówka      | część wsi |
| 0833409 | Wólka Zawadzka | część wsi |

## Historia
Wieś położona jest na szczycie Góry Świętego Marcina (384 m), około 5 km na południe od centrum Tarnowa. Parafia w Zawadzie powstała prawdopodobnie w XII wieku, pierwsza spisana wzmianka o jej istnieniu pochodzi z 1326 roku. W miejscowości prowadzone były prace archeologiczne, których efektem było odkrycie pozostałości wczesnośredniowiecznego grodziska (IX–XI wiek) i osady przygrodowej z X–XII wieku. Podania ludowe mówią o pogańskiej gontynie, która miała być umiejscowiona w pobliżu grodziska i osady. Wg Anieli Piszowej w świątyni czczono boga wichrów Pogwizda, a na wzgórzu płonęły niewygasające światła.
Na skalistym cyplu po północno-zachodniej stronie Góry Świętego Marcina (w obecnych granicach administracyjnych Tarnowa) położone są ruiny zamku, wzniesionego w latach 1328–1331 przez Spycimira z Melsztyna. We wsi znajduje się zabytkowy drewniany kościół św. Marcina z XV wieku.
W 1782 roku władze austriackie nakazały przeniesienie szubienicy z tarnowskiego rynku na szczyt Góry św. Marcina, w pobliże kościoła w Zawadzie.
W 1846 roku podpalenie karczmy stojącej na Górze św. Marcina miało być znakiem do rozpoczęcia zorganizowanego powstania i ataku na Tarnów celem, którego było uzyskanie przez Polskę niepodległości. W wyniku śnieżyc i wydarzeń zwanych rabacją galicyjską do przewrotu nie doszło. 1 września 1889 roku otwarto w Zawadzie szkołę ludową obejmującą też sąsiedni Tarnowiec. Własny budynek otrzymała w 1895 roku i funkcjonowała w nim do 1975.
W 1951 roku część wsi włączono do Tarnowa. W 1960 roku obok zabytkowego kościoła św. Marcina, utworzona została Stacja Linii Radiowych. W latach 1984–1987 wybudowano nową wieżę antenową o wysokości 90 metrów.

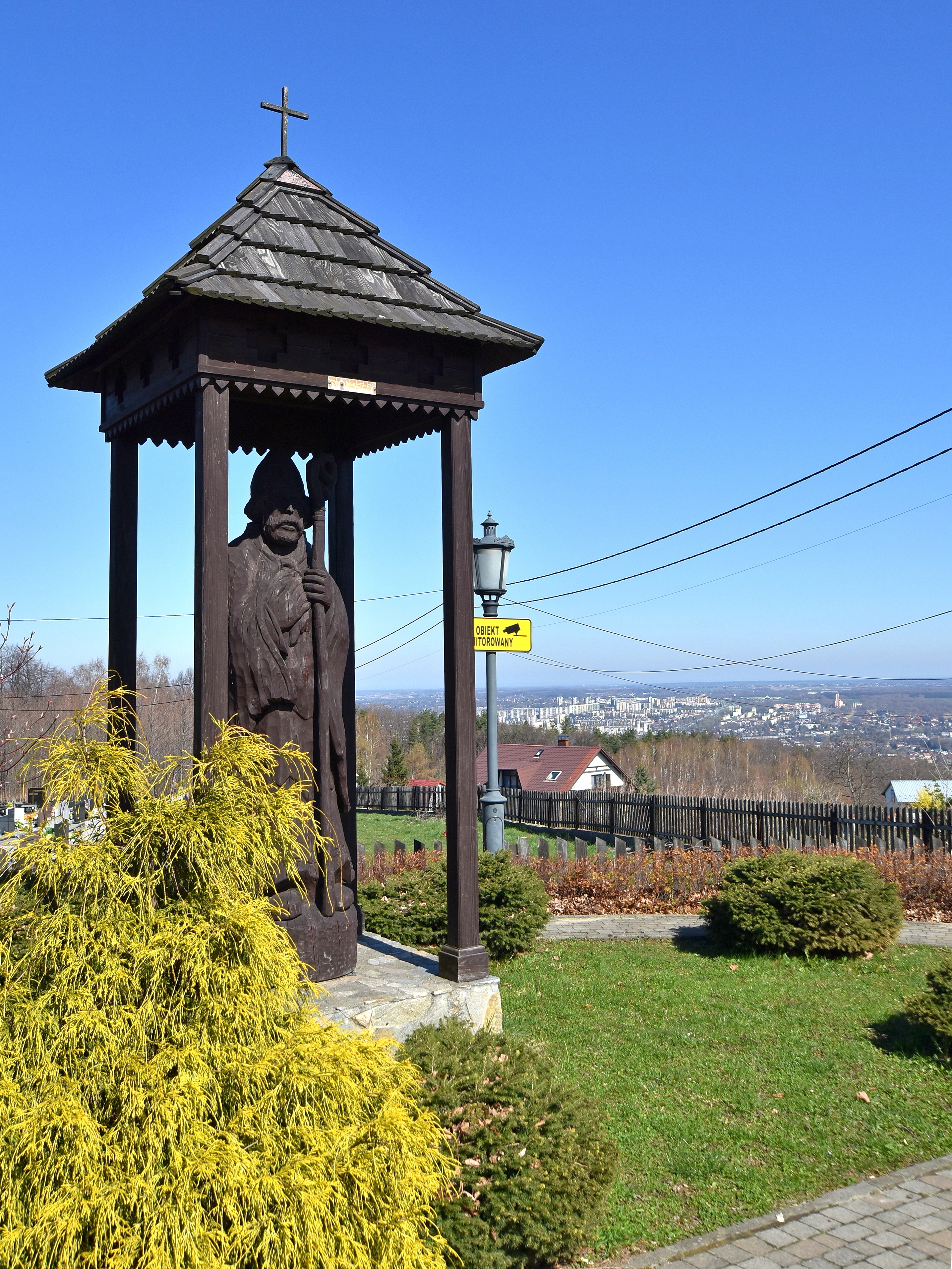
Widok na Tarnów z Góry św. Marcina
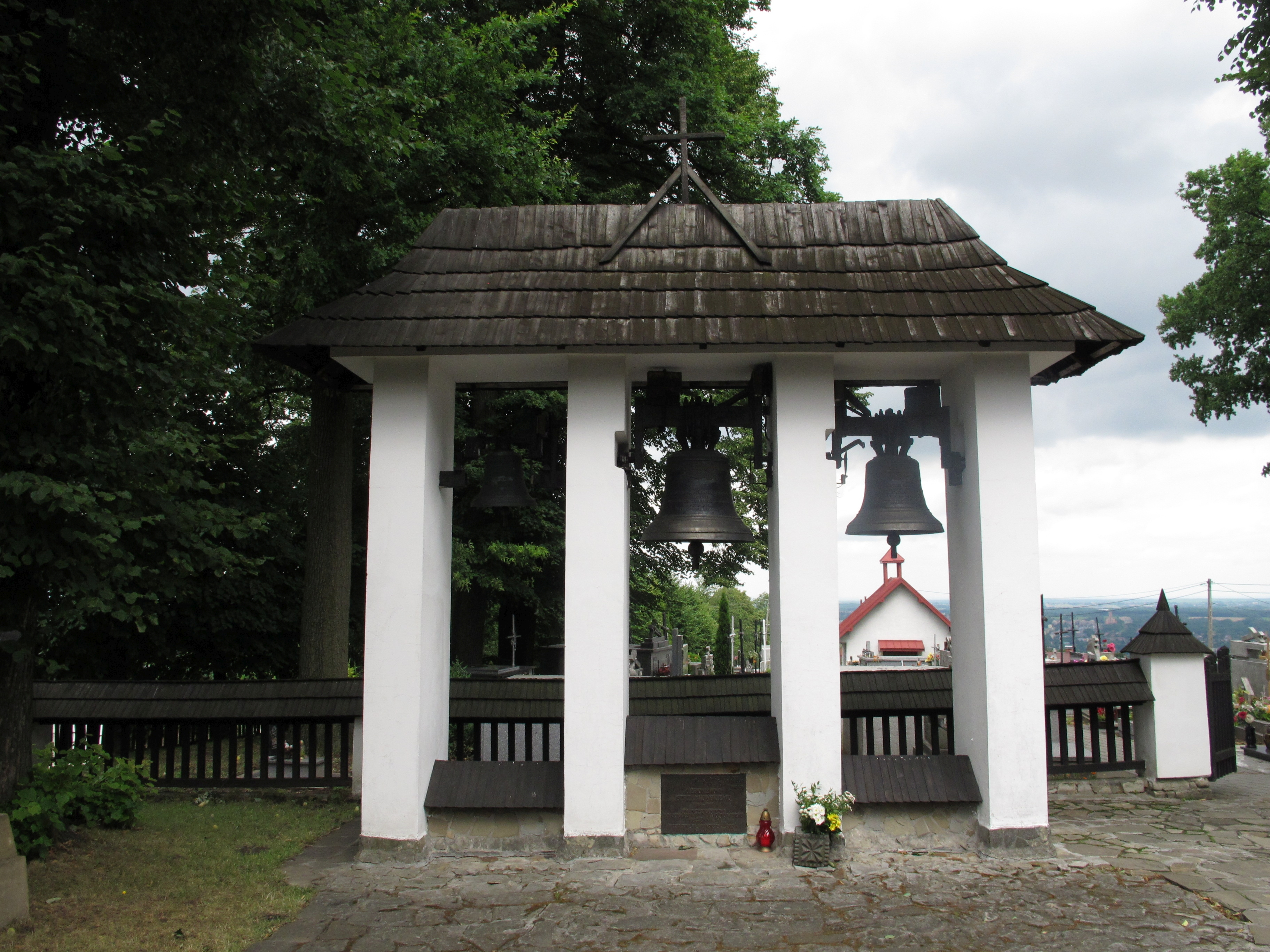
Dzwonnica przy kościele pw. św. Marcina Biskupa.
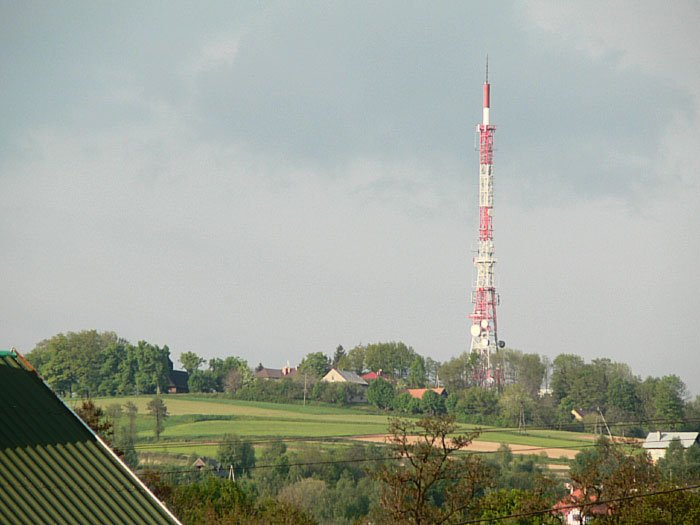
Radiowo-Telewizyzjny Ośrodek Nadawczy Góra św. Marcina.

## Zabytki
Obiekty wpisane do rejestru zabytków nieruchomych województwa małopolskiego.
- Kościół parafialny pw. św. Marcina;
- grodzisko.

## Wyróżnienia
Sołectwo otrzymało tytuł Najpiękniejszej Małopolskiej Wsi 2019 w konkursie organizowanym przez Województwo Małopolskie. Doceniono jej malownicze położenie oraz dbałość o dziedzictwo kulturowe, w tym XV-wieczny drewniany kościół parafialny św. Marcina.

## Sport
Corocznie od 2004 roku organizowany jest w czerwcu bieg ulicami Zawady zwany „Memoriałem im. Ojca Zbigniewa Strzałkowskiego”.

## Osoby związane z miejscowością
- Zbigniew Strzałkowski – męczennik, błogosławiony Kościoła katolickiego
- Ignacy Guniewicz – kompozytor, pianista, dyrygent